# هيلموت تولكين
هيلموت تولكين مواليد 1939 (بالإنجليزية: Hellmut R. Toelken)‏ هي عالمة نبات أسترالي.